# Подсулье
Подсулье (укр. Підсулля) — село,
Гринцевский сельский совет,
Лебединский район,
Сумская область,
Украина.
Код КОАТУУ — 5922983209. Население по переписи 2001 года составляло 26 человек .

## Географическое положение
Село Подсулье находится на левом берегу реки Сула,
выше по течению на расстоянии в 3 км расположен посёлок Новопетровка,
ниже по течению примыкает село Камышанка (Недригайловский район).
По селу протекает пересыхающий ручей с большой запрудой.
Рядом проходит автомобильная дорога Н-07.